# Nørre-Rangstrup Kommune
| Basisdaten | Basisdaten        |
| ---------- | ----------------- |
| Fläche     | 301,98 km² (2005) |
| Einwohner  | 9.502 (2005)      |

Nørre-Rangstrup Kommune (deutsch: Norderrangstrup) war eine Kommune im Sønderjyllands Amt (Nordschleswig) im südwestlichen Dänemark. Die flächengroße und recht dünn besiedelte Kommune lag auf der schleswigschen Geest. Ihr Name bezieht sich nicht auf einen zentralen Ort, sondern auf eine bis 1867 bestehende Harde gleichen Namens. Seit 1970 bestand sie aus den Kirchspielen (dän.: Sogn) Agerskov Sogn, Bevtoft Sogn, Branderup Sogn, Tirslund Sogn und Toftlund Sogn, die vorher die Harde Nørre Rangstrup Herred im Haderslev Amt gebildet hatten, sowie dem Kirchspiel Arrild Sogn aus der Harde Hviding Herred im ehemaligen Tønder Amt.
Zur Überraschung vieler beschloss der Kommunalrat im Zuge der Strukturreform, dass Nørre-Rangstrup künftig einer Großkommune mit Zentrum in Tønder angehören soll, der seit dem 1. Januar 2007 auch die bisherigen Kommunen Bredebro, Højer, Løgumkloster, Skærbæk und Tønder angehören und die den Namen Tønder Kommune erhält. Die Gemeinde Bevtoft Sogn zog jedoch nicht mit und hat sich der neuen Großkommune Haderslev angeschlossen, da sowohl die historischen Verbindungen enger als auch die Wege nach Haderslev von dort aus kürzer sind.